# Bill Lacey
William „Bill“ Lacey (* 24. September 1889 in Enniscorthy; † 30. Mai 1969 in Liverpool) war ein irischer Fußballspieler und -trainer. Als vielseitig einsetzbarer Spieler – sowohl im Angriff als auch auf den defensiven Halbpositionen – war er zwischen 1912 und 1924 langjährig für den FC Liverpool aktiv. Dort gewann er in den Jahren 1922 und 1923 zwei englische Meisterschaften in Folge. Dazu absolvierte er sowohl 23 A-Länderspiele für Nordirland (bzw. den Vorgängerverband IFA) als auch drei Partien für den irischen Freistaat.

## Sportlicher Werdegang

### Karriere als aktiver Fußballer
Lacey begann seine aktive Profifußballerkarriere in der irischen Heimat ab 1906 beim Shelbourne FC und gemeinsam mit Mannschaftskameraden wie Val Harris und Joe Ledwidge erreichte er im Jahr 1908 das Endspiel im Irish Cup. Dort schoss er beim 1:1 im Dalymount Park gegen Bohemians Dublin ein Tor, musste sich aber dann im Wiederholungsspiel mit 1:3 geschlagen geben. Nachdem Harris bereits nach England zum FC Everton gewechselt war, folgte ihm Lacey im Februar 1909 und er war erstmals Teil der Angriffslinie im April 1909 gegen Bradford City. Schon früh zeigte sich der Neuling flexibel auf den Offensivpositionen einsetzbar und er half dazu gelegentlich als Außenläufer in einer defensiveren Rolle aus. Insgesamt absolvierte er 37 Erstligaspiele für die „Toffees“ und erzielte dabei elf Treffer. Bis Anfang 1912 gewann Lacey mit Everton zwei Vizemeisterschaften. Dazu erreichte er 1910 das Halbfinale im FA Cup und die Mannschaft besaß mit ihm, Harris und Billy Scott gleich drei irische Auswahlspieler. Als Stammspieler der Saison 1910/11 mit insgesamt acht Toren in 24 Erstligapartien blieb er dann jedoch in der folgenden Spielzeit 1911/12 oft außen vor und so wechselte er im Februar 1912 zum Lokalrivalen FC Liverpool.
Der Transfer war Teil eines Tauschs, der beinhaltete, dass Lacey und Tom Gracie von Everton nach Liverpool wechselten und Harold Uren in die entgegengesetzte Richtung zog. Am 2. März 1912 debütierte Lacey als Linksaußen gegen den FC Middlesbrough (1:1) und zwei Wochen später folgte sein erstes Tor bei der 1:2-Heimniederlage gegen Tottenham Hotspur. Dass ihm in den folgenden Jahren in Liverpool der sportliche Durchbruch gelang, der ihm bei Everton noch verwehrt geblieben war, führten Zeitzeugen darauf zurück, dass ihm die robustere Spielweise des FC Liverpool aufgrund seiner körperbetonten Herangehensweise mehr lag als das technisch-orientierte Passspiel des Stadtkonkurrenten. Seine Stärken lagen dabei weniger in der Torgefahr mit gerade einmal 29 Treffern in 260 Pflichtspielen für Liverpool, aber mit seinem trickreichen Flügelspiel bereitete er vornehmlich Chancen für seine Mitspieler vor. Erstes Highlight war bei den „Reds“ das Erreichen des Endspiels im FA Cup gegen den FC Burnley, das aber im April 1914 mit 0:1 verloren ging. Nach dem Ausbruch des Ersten Weltkriegs kehrte er nach Irland zurück und verdingte sich dort als Gastspieler (unter anderem für seinen Ex-Klub Shelbourne). Nach der Wiederaufnahme des Spielbetriebs im Jahr 1919 nahm er wieder seinen Platz in Liverpool ein, wobei er nunmehr hauptsächlich als Außenläufer eingesetzt wurde – wie schon in der Endphase der letzten Vorkriegssaison 1914/15. Als Liverpool in den beiden Spielzeiten zwischen 1921 und 1923 zwei englische Meisterschaften in Serie gewann, bekleidete er zumeist die Position des Rechtsaußen. Lacey, dessen markantes Kinns häufig von Cartoonisten überzeichnet wurde, kam zu Beginn der Saison 1924/25 nur noch zu neun Pflichtspieleinsätzen und ließ als Mittdreißiger mit seinem Wechsel zum AFC New Brighton die Profikarriere im englischen Fußball ausklingen. Zwischen 1909 und 1924 hatte er zuvor 23 Länderspiele für Nordirland (bzw. den Vorgängerverband IFA) bestritten. Dabei steuerte er zum prestigeträchtigen 3:0-Sieg am 14. Februar 1914 gegen England zwei Tore bei (das 1:0 per Fernschuss sowie per „Abstauber“ zum Endstand). Auch im Nationalteam bekleidete Lacey eine Vielzahl von Positionen: er war zunächst rechter Halbstürmer, danach rechter Außenstürmer und bei den erfolgreichen drei Partien im Jahr 1914 wurde er als linker Halbstürmer aufgeboten. Nach dem Ersten Weltkrieg kam er auf allen drei Läuferpositionen zum Einsatz, bevor er in seinen letzten Partien wieder als Rechtsaußen aufgeboten wurde. Dazu führte er das Team nach dem Ende des Ersten Weltkriegs als Kapitän aufs Feld. Gegen Schottland hatte er sogar einen Torhüterauftritt.
Im Mai 1925 kehrte Lacey in die irische Heimat zurück, schloss sich ein weiteres Mal dem Shelbourne FC an und gemeinsam mit Harris gewann er 1926 die irische Meisterschaft. Kurz darauf debütierte er im fortgeschrittenen Alter für die Auswahl des irischen Freistaats und absolvierte für diese zwischen 1927 und 1930 insgesamt drei Partien. Erst im Alter von 42 Jahren zog er sich 1931 vom aktiven Sport zurück.

### Traineraktivitäten
Während der 1930er-Jahre arbeitete Lacey als Trainer des irischen Fußballverbands FAI. Die Mannschaftsaufstellung wurde in dieser Zeit noch von einem Gremium der FAI festgelegt und die Trainerarbeit oblag wechselnden Personen. Dokumentiert sind in jedem Fall vier Länderspiele unter seiner Ägide, darunter eine 0:5-Pleite am 13. Dezember 1931 gegen Spanien (den ersten Kontakt zu den Spielern hatte er jedoch erst am Morgen des Spieltags). Am 25. Februar 1934 war Lacey sportlich verantwortlich beim ersten Qualifikationsspiel des irischen Verbands für die kommende Weltmeisterschaft 1934. Diese Partie endete gegen Belgien mit einem 4:4-Remis und in einer Mannschaft mit Paddy Moore, Jimmy Kelly und Joe Kendrick erzielte Moore alle vier Treffer. Die nächste nennenswerte Partie fand am 5. Dezember 1935 gegen die Niederlande statt, die aber trotz längerer Vorbereitung mit einer 2:5-Niederlage endete. Knapp ein Jahr später fuhr Lacey im heimischen Dalymount Park am 17. Oktober 1936 mit dem 5:2-Sieg gegen Deutschland eines der bis dahin besten Resultate in der Verbandsgeschichte ein.
Parallel zu seinen Nationalmannschaftsaktivitäten betreute er ab der Saison 1933/34 Bohemians Dublin und das Team mit Fred Horlacher und Billy Jordan gewann das „Double“ aus irischer Meisterschaft und League of Ireland Shield. In der folgenden Spielzeit gewannen Laceys Mannen den FAI Cup.
Weitere Aktivitäten im Profifußball sind nach dem Zweiten Weltkrieg für Lacey nicht mehr dokumentiert und er starb Ende Mai 1969 in seiner Liverpooler Wahlheimat.

## Titel/Auszeichnungen

### Als Spieler
- British Home Championship (1): 1914
- Englischer Fußballmeister (2): 1922, 1923
- Irischer Fußballmeister (1): 1926
- League of Ireland Shield (1): 1926

### Als Trainer
- Irische Fußballmeister (1): 1934
- Irischer Pokal (1): 1935
- League of Ireland Shield (1): 1934